# Максим Шемберев
Максим Романович Шемберев (укр. Шемберєв Максим Романович, азер. Maksim Şemberev; Кијев, 25. септембар 1993) украјинско−азербејџански је пливач чија специјалност су трке мешовитим и леђним стилом. На међународној сцени је првобитно наступао под заставом Украјине, а од 2015. такмичи се за репрезентацију Азербејџана.

## Биографија
Шемберев је рођен и одрастао у Кијеву, главном граду Украјине, где је и почео да тренира пливање. На међународној сцени је дебитовао на Европском јунироском првенству 2010. у Финској где је освојио златну медаљу у трци на 400 метара мешовитим стилом. Месец дана касније дебитовао је у сениорској конкуренцији на Европском првенству у Мађарској. Учестовао је и на европском јуниорском првенству у Београду 2011. где је одбранио злато на 400 мешовито, док је на светском првенству у истој узрасној категорији одржаном у Лими освојио три медаље, злато на 400 мешовито и бронзе на 200 мешовито и 200 прсно.
На светским првенствима за сениоре дебитовао је у Шангају 2011. где је наступио у тркама на 200 прсно и 400 мешовито, али није успео проћи квалификације. На Европском првенству у Дебрецину 2012. је испливао квалификациону норму за учешће на ЛОИ 2012. у Лондону. У Лондону је Шемберев пливао обе појединачне трке мешовитим стилом, на 200 метара је био 33. у квалификацијама, док је на 400 метара заузео укупно 15. место у квалификацијама. Наступао је и на светском првенству у Барселони 2013. али без неког значајнијег резултата.
Шемберев је 2015. добио држављанство Азербејџана, за чију репрезентацију је дебитовао на европском првенству у Лондону 2016. године. На Играма исламске солидарности 2017, чији домаћин је био град Баку, Шемберев је освојио 4 златне медаље у тркама на 200 делфин, 400 мешовито, 800 и 1500 метара слободним стилом. За Азербејџан је наступио и на светском првенству у Квангџуу 2019. где је у трци на 400 мешовито заузео 6. место у финалу, поставши тако првим азербејџанским пливачем у историји који се пласирао у финале светског првенства. У трци на 200 делфин остварио је 12. време у полуфиналу и није се пласирао у финале.